# ミルコ・デムーロ
ミルコ・デムーロ（Mirco Demuro、1979年1月11日 - ）は、イタリア出身の日本中央競馬会 (JRA) 所属の騎手。2015年3月1日よりJRA所属騎手として騎乗しており、それ以前は短期免許制度を利用して来日して騎乗していた。
妹のパメラ・デムーロは元騎手で後に調教師に転身。弟のクリスチャン・デムーロもイタリアの騎手であり、2011年から短期免許で来日し、2011年は船橋を拠点に地方競馬である南関東競馬で、2012年以降は中央競馬で騎乗している。父のジョヴァンニも元騎手であった。

## 来歴
1994年に騎手免許を取得し、1995年にイタリアの見習騎手リーディングに輝く。1997年から2000年までは4年連続でイタリアのリーディングジョッキーとなる。後にジャパンカップを制しカルティエ賞最優秀古馬を受賞したファルブラヴのデビュー戦に騎乗している。
日本には1999年に初来日。当時から騎乗センスは非常に評判が良く日本の関係者からの厚い信頼を得ていた。2001年2月3日の小倉競馬場では1日5勝を記録。これは外国人騎手としてJRA初のことである。翌日の2月4日にはミスズシャルダンで小倉大賞典に勝ち、重賞初制覇を達成した。
2003年4月20日、皐月賞をネオユニヴァースで制し日本のGI初制覇。続く6月1日の東京優駿（日本ダービー）でもネオユニヴァースに騎乗し外国人騎手としては史上初となる東京優駿制覇を達成、皐月賞、ダービーの二冠制覇は6年ぶり19頭目。観客からは「ミルコ」コールが送られ、デムーロは感泣した姿をみせた。デムーロは後に「その喜びは自国のダービー（2003年のデルビーイタリアーノは東京優駿の前週に行われており、ミルコの騎乗馬は9着に敗れている）を制したときに比べても、勝るとも劣らないものだった。これだけ多くのファンに見守られ、大きな声援を送ってもらえる競馬なんてそうはない。まして今回は、その舞台がダービーだったわけだから。僕はまるで自分がサッカーのナカタ（中田英寿）になったような錯覚に陥った」と感想を述べた。
二冠を達成し、三冠達成の期待がかけられたネオユニヴァースであったが、当時の日本の短期免許制度では三冠目の菊花賞にはミルコは騎乗できない状態となっていた。これは日本の短期免許では年間3ヶ月しか騎乗できず、ミルコは春だけで3ヶ月分を使い果たしていたためである。しかしこの事態を受けてJRAが新しく「同一馬で1年間にGIを2勝以上すれば、その馬が同年にGIに参戦する際に騎乗を認める」という規定を設けたため、ミルコは菊花賞に騎乗することが可能となった。だが菊花賞では3着に敗れ、三冠達成はならなかった。
2004年4月18日、皐月賞をダイワメジャーで勝利し、外国人騎手初の連覇を達成する。
2007年は11月24日に京都競馬場で、外国人騎手としての最多タイとなる1日5勝を再び記録。12月2日の中日新聞杯ではサンライズマックスに騎乗して勝利したが、決勝線手前で飛行機ポーズを披露し過怠金5万円の制裁を受ける珍事を起こした。
2008年は11月29日より短期免許を取得したが、その翌日11月30日のジャパンカップではスクリーンヒーローに騎乗し同レース初制覇を飾る。なおこの時もゴール後のウイニングランで飛行機ポーズを披露していた。
2009年は12月28日より翌2010年1月27日までNARで短期免許を取得した。この時は船橋の川島正行厩舎に所属した。なおミルコはこれより以前にも2度NARの短期免許を取得していた。
2011年3月26日、ネオユニヴァースの子のヴィクトワールピサでドバイワールドカップを優勝。ドバイワールドカップ初騎乗初勝利を果たすと共に、日本馬にとっての同レース初勝利をもたらした。日本・イタリア以外では初のビッグタイトルとなり、ミルコ自身も「ジャパンカップもイタリアダービーも勝っているけど、これがベストレース」と語った。またこの年は、東日本大震災が3月11日に起きて2週間後であったため、多くの競馬ファンに勇気と希望を与えた。
2012年は3月18日の阪神競馬第10・11競走と、4月7日の阪神競馬第2競走から第11競走にかけて、JRAタイ記録となる騎乗機会9連続連対を達成した。

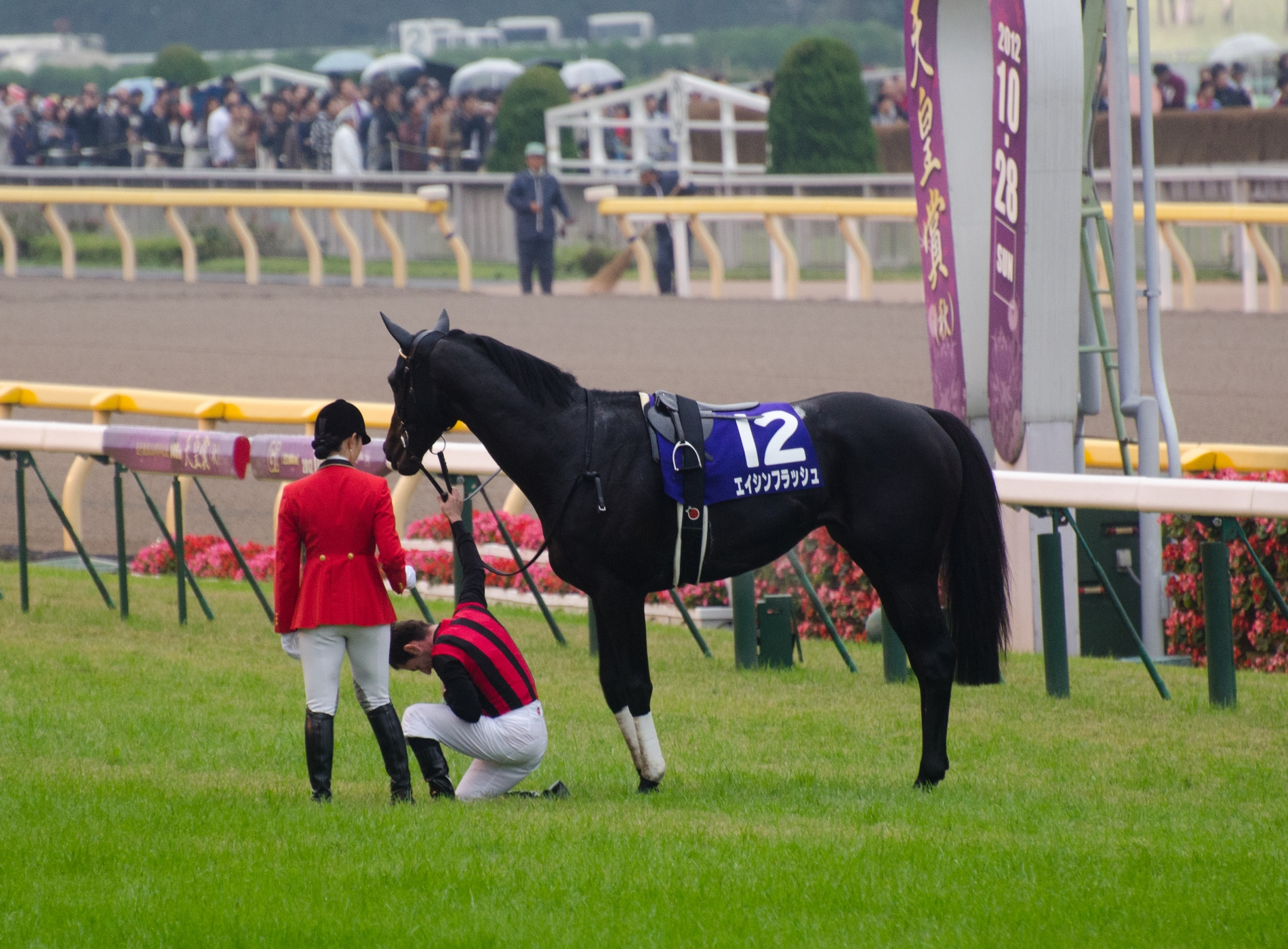
2012年天皇賞（秋）で優勝後、本馬場において下馬し、天皇・皇后に対して最敬礼をするデムーロ

10月28日、天覧競馬として行われた天皇賞（秋）をエイシンフラッシュで優勝。ウイニングランを終えた直後、メインスタンド前の馬場で下馬し、天皇・皇后に対し跪座の形で最敬礼を行った。なお、この最敬礼は後検量前の下馬ということで審議対象となったが、「優勝した騎手は観覧席の天皇皇后両陛下に対してしかるべき挨拶を実施することという事前通達を実施しただけである」として不問となり制裁等は受けていない。
2013年10月には、日本での通年騎乗を目指してJRAの騎手免許試験を受験、外国人騎手によるJRAの騎手試験受験第1号となった。しかし結果は不合格だった。この免許試験にはオーストラリアで活躍している藤井勘一郎も受験したがやはり不合格となっている。
2014年1月より、香港ジョッキークラブの所属騎手として騎乗する事になり、香港に渡った。1月11日より騎乗開始し、3戦目のレースで14頭中12番人気の馬で所属騎手としての初勝利を挙げ、単勝式で380香港ドルという大穴を提供した。また1月19日には、「董事盃」 (HKG1)を4番人気の「將男 (Blazing Speed)」で勝利し、香港重賞初制覇を飾った。
2015年1月、JRAの騎手免許試験を再度受験し今回は合格した。これにより同時に合格したクリストフ・ルメールと共に外国人として初めてJRAの通年免許を取得した。同年3月1日より、JRA通年免許の騎手として騎乗を開始した（このとき、ルメールは騎乗停止のため同時デビューとはならなかった）。当日は早速に阪急杯を勝利し、初日でいきなりの重賞制覇を飾った（後にルメールも騎乗停止明けで実質のデビュー週となった同年4月5日に大阪杯を勝利、いきなりの重賞制覇となっている）。
2016年2月に騎乗機会の重賞5連勝とJRA500勝を同時に果たした。(京都記念、京都牝馬ステークス、フェブラリーステークス、アーリントンカップおよび中山記念）
2018年1月14日、京都競馬場で1日6勝し、記録を更新した。
2019年に優駿牝馬をラヴズオンリーユーで制覇したため、牡馬・牝馬クラシック五大競走を完全制覇。八大競走完全制覇にも、天皇賞・春を残すのみとなった。
2019年9月16日、中山12Rをイルヴェントデーアで勝利して史上37人目のJRA通算1000勝を達成した。
2020年1月より栗東所属のまま美浦に拠点を移すことになった。
2021年4月3日、中山11Rダービー卿チャレンジトロフィーでテルツェットに騎乗して勝ち、史上34人目、現役16人目のJRA通算1100勝を6285戦目で達成した。
2022年7月30日、新潟3Rをレッドアヴァンティに騎乗して1着となり、史上30人目、現役16人目となるJRA通算1200勝を7054戦目で達成した。
2023年後半から騎乗依頼仲介者が交代したことに伴い、再び栗東を拠点に戻している。
2024年9月29日、中京7Rでヨウシタンレイに騎乗して1着となり、史上30人目、現役14人目となるJRA通算1300勝を8194戦目で達成した。
2025年6月21日、同年7月18日よりアメリカ合衆国・デルマー競馬場を拠点に3か月間の予定で騎乗することを明らかにした。本人によれば、日本でJRAの調教師免許を取得することを目指したものの、試験に合格できる目処が立たず断念したことが背景にあるという。7月18日、遠征初戦となるデルマー競馬場の2Rはブルームザグッドタイムズに騎乗し4着となる。同日、2戦目となる6Rで6着だったが、3戦目となる10Rでリボンズに騎乗し1着となり、遠征初勝利を挙げた。

## エピソード
- イタリアでテントウムシは「幸運を運んでくる虫」とされていることもあり、テントウムシを自らのラッキーアイテムにしている。同じイタリア生まれの騎手マルコ・モンテリーゾは「彼は色々なものにテントウムシのステッカーを貼っているんだ」と語っている。
- 日本の騎手の中では特に松田大作と仲が良い。2010年10月から松田がイタリアに長期遠征する際にも住居探しなど様々な協力を行っている[35]。
- サッカー好きとしても知られており、しばしば見せる飛行機パフォーマンスは、サッカー元イタリア代表ヴィンチェンツォ・モンテッラのゴールセレブレーションに因んだものである。2010年末には当時のサッカー日本代表監督であるアルベルト・ザッケローニと友人になったと明かした。
- JRAの騎手試験では2次試験で日本語での口頭試問が行われるため、一時騎乗を自粛してまで日本語を勉強した[36]。そのため日本語は堪能で、日本での騎乗時にはレース前に競馬新聞を読んで作戦を立てている[37]。
- 2016年9月27日、京都府警察八幡警察署で一日署長に就任した[38]。また、2021年9月から右京警察署の交通安全広報大使を務めており、2022年2月8日には京都市の京福電車嵐山駅で、嵐電ラッピング電車「安全・安心！ポリスＧＯ！！」のお披露目式＆感謝状贈呈式に出席している[39]。
- 平日でも四六時中競馬のことを考えているという。同時にJRA所属となったルメールについては、「彼は週末だけ競馬のことを考えて、それ以外はプライベートを大事にしている。それなのにあの成績を出せるのは羨ましい」と語っている。
- 2019年7月31日に大井競馬場で行われた武豊・和田竜二とのトークイベントにおいて、話題がこの日の前日に急逝したディープインパクトについて触れられると、武からデムーロが牧場スタッフに内緒で放牧中のディープインパクトに乗ったことを暴露された。これをデムーロは認め、「一度乗ってみたかった。力強いし、素晴らしい馬だった」と苦笑いで振り返っていた[40]。
- 通年免許取得後は京都府京都市在住[41]だったが、美浦に拠点を移したことに伴い、2020年に東京都内に引っ越している[42]。
- 日本食が好みで、特に納豆は、競馬開催前日に入室する調整ルームに持ち込む程[43]。その調整ルーム（入室時に和室・洋室が選択可能）も、外国人騎手は洋室を選ぶ騎手が多い中、ミルコだけ和室に泊まっている[44]。2022年6月に放送されたABCニュースの番組では、取材先の豆腐店に客として偶然居合わせたデムーロもインタビューを受けている[45]。
- 日本語（関西弁）が堪能で、前述のとおり納豆などの日本料理・文化にも良く馴染んでいることから、競馬ファンからは親しみを込めて「イタリア系関西人」の通称で呼ばれている[46]。この通称はデムーロ本人も気に入っている模様[47]。
- 元妻との間に娘が2人、現妻との間に息子と娘が1人ずついる[48]。
- 元騎手である父・ジョヴァンニは何度か来日し、息子の騎乗レースを観戦している。2004年の皐月賞前に初めて来日した折には、ミルコ騎乗のダイワメジャーの追い切りを見て「すごい馬だな!勝てるぞ!」と言い、レースで本当に勝利すると「ほら言っただろ?」と威張っていたという[4]。2017年秋の来日時には弟のクリスチャン・デムーロも短期免許で来日しており、ミルコが勝利したマイルチャンピオンシップ（ペルシアンナイトに騎乗）、クリスチャンが勝利したホープフルステークス（タイムフライヤーに騎乗）を生で見届けていた[49]。父・ジョヴァンニは2020年9月6日に癌で死去したが、折しも世界中でCOVID-19が流行して渡航制限が科されていたため、ミルコは父の死に目に会うどころか葬儀へ参列することすら叶わなかった[4]。
- いとこもイタリアで騎手をしていたが、レース中の落馬で死去している[50]。そのレースにはミルコも騎乗していた。
- 2024年9月28日、親交のある西武ライオンズ増田達至投手の引退セレモニーでビデオメッセージを送った[51]。

## 主な勝ち鞍

### イタリア
- ジョッキークラブ大賞（1999年Sumati）
- イタリア共和国大統領賞（2000年Timboroa、2006年・2007年Distant Way、2009年Selmis）
- オークスドイタリア（2000年Timi、2009年Night Of Magic）
- デルビーイタリアーノ（2002年Rakti、2010年Worthadd）
- ローマ賞（2009年Voila Ici）
- ミラノ大賞典（2011年Voila Ici）

### 日本
中央競馬
- 2003年
  - 皐月賞 - ネオユニヴァース[52]
  - 東京優駿 - ネオユニヴァース
- 2004年
  - 皐月賞 - ダイワメジャー[53]
- 2008年
  - ジャパンカップ - スクリーンヒーロー[54]
- 2010年

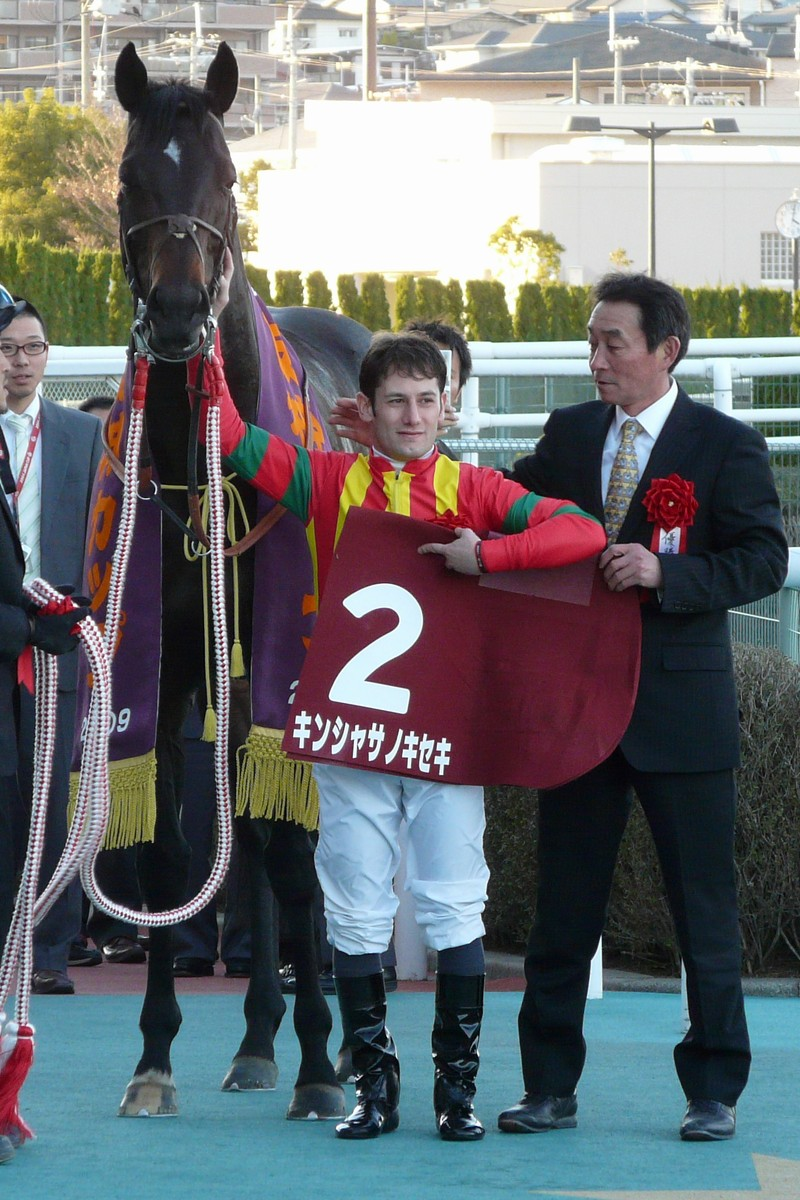
阪神カップ優勝時(2009年、キンシャサノキセキと)

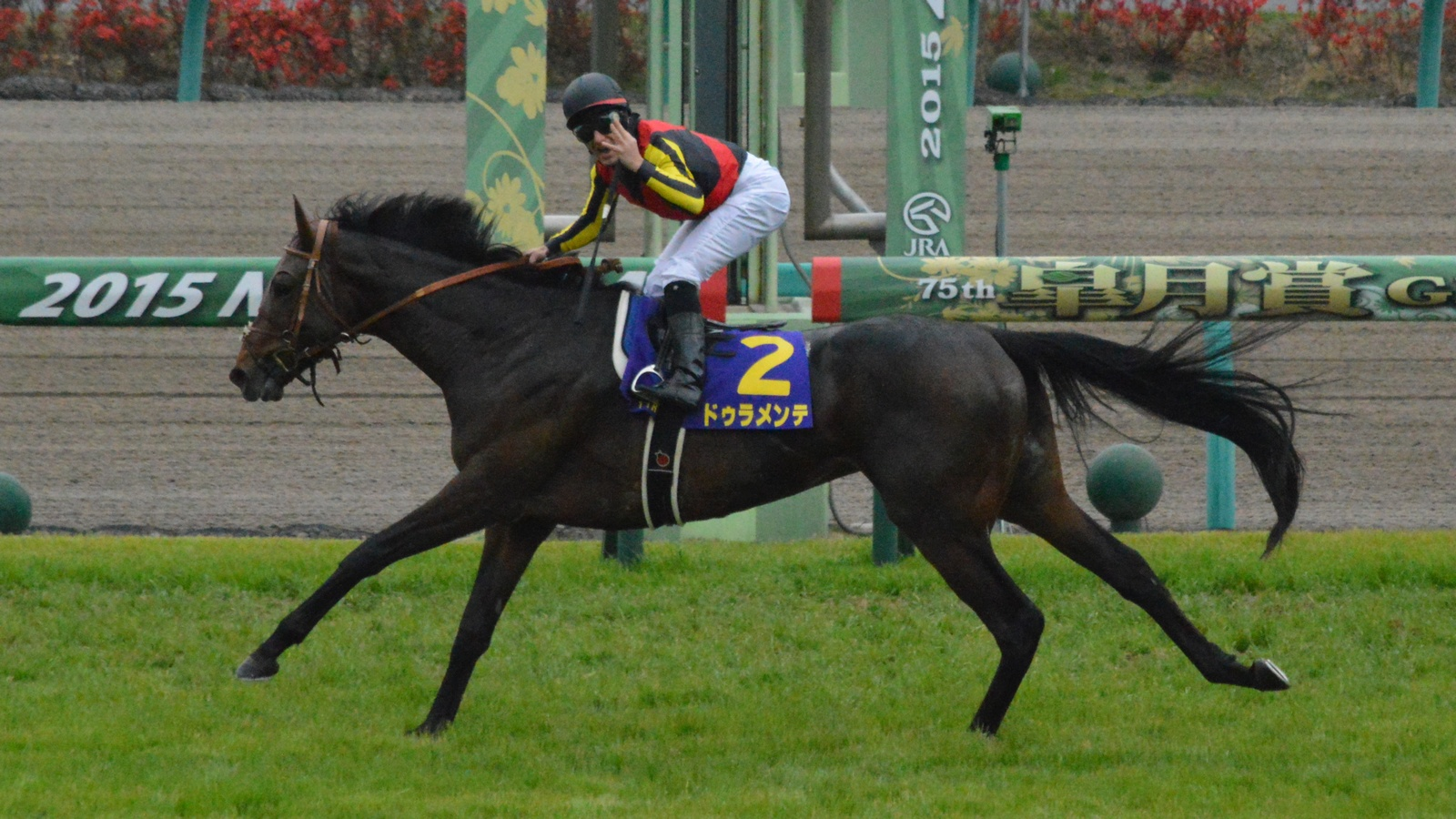
2015年皐月賞（ドゥラメンテ）

  - 朝日杯フューチュリティステークス - グランプリボス[55]
  - 有馬記念 - ヴィクトワールピサ[56]
- 2012年
  - 天皇賞・秋 - エイシンフラッシュ[57]
  - 朝日杯フューチュリティステークス - ロゴタイプ
- 2013年
  - 皐月賞 - ロゴタイプ[58]
- 2014年
  - 高松宮記念 - コパノリチャード[59]
- 2015年
  - 皐月賞 - ドゥラメンテ[60]
  - 東京優駿 - ドゥラメンテ
  - チャンピオンズカップ - サンビスタ[61]
  - 朝日杯フューチュリティステークス - リオンディーズ[62]
- 2016年
  - フェブラリーステークス - モーニン[63]
  - 桜花賞 - ジュエラー[64]
  - スプリンターズステークス - レッドファルクス[65]
  - エリザベス女王杯 - クイーンズリング
- 2017年
  - フェブラリーステークス - ゴールドドリーム
  - 宝塚記念 - サトノクラウン
  - スプリンターズステークス - レッドファルクス
  - 菊花賞 - キセキ
  - エリザベス女王杯 - モズカッチャン
  - マイルチャンピオンシップ - ペルシアンナイト
- 2018年
  - 大阪杯 - スワーヴリチャード
  - チャンピオンズカップ - ルヴァンスレーヴ
  - 朝日杯フューチュリティステークス - アドマイヤマーズ[66]
  - ホープフルステークス - サートゥルナーリア
- 2019年
  - NHKマイルカップ - アドマイヤマーズ
  - 優駿牝馬 - ラヴズオンリーユー
- 2020年
  - 大阪杯 - ラッキーライラック
  - NHKマイルカップ - ラウダシオン
- 2021年
  - 優駿牝馬 - ユーバーレーベン
  - 阪神ジュベナイルフィリーズ - サークルオブライフ

地方競馬
- JBCスプリント（2016年ダノンレジェンド）

- 全日本2歳優駿（2017年ルヴァンスレーヴ）

- ジャパンダートダービー（2018年ルヴァンスレーヴ）
- マイルチャンピオンシップ南部杯（2018年ルヴァンスレーヴ）
- 東京大賞典（2018年・2019年・2020年・2021年オメガパフューム[67]）

2023年現在、JRAのGIで未勝利なのは天皇賞・春、ヴィクトリアマイル、安田記念、秋華賞の4レースのみ。

### その他
- アスタルテ賞（2004年Marbye）
- ドバイワールドカップ（2011年ヴィクトワールピサ）
- ディアナ賞（2014年Feodora）
- 香港スチュワーズカップ（2014年Blazing Speed）

## 年度別成績表
- 中央競馬

| 年度   | 1着  | 2着  | 3着 | 騎乗 | 勝率 | 連対率 | 複勝率 | 表彰                                                                           |
| ------ | ---- | ---- | --- | ---- | ---- | ------ | ------ | ------------------------------------------------------------------------------ |
| 1999年 | 8    | 13   | 7   | 65   | .123 | .323   | .431   |                                                                                |
| 2000年 | 34   | 26   | 25  | 199  | .171 | .302   | .427   | フェアプレー賞（関西）優秀騎手賞（勝率部門）                                   |
| 2001年 | 40   | 30   | 14  | 228  | .175 | .307   | .368   |                                                                                |
| 2002年 | 9    | 17   | 9   | 87   | .103 | .299   | .402   |                                                                                |
| 2003年 | 35   | 23   | 15  | 204  | .172 | .284   | .358   |                                                                                |
| 2004年 | 25   | 21   | 20  | 193  | .130 | .238   | .342   |                                                                                |
| 2005年 | 6    | 9    | 12  | 98   | .061 | .153   | .276   |                                                                                |
| 2006年 | 9    | 9    | 8   | 90   | .100 | .200   | .289   |                                                                                |
| 2007年 | 27   | 13   | 14  | 120  | .225 | .333   | .450   |                                                                                |
| 2008年 | 10   | 14   | 7   | 84   | .119 | .286   | .369   |                                                                                |
| 2009年 | 24   | 30   | 21  | 224  | .107 | .241   | .335   |                                                                                |
| 2010年 | 35   | 10   | 20  | 181  | .193 | .249   | .359   |                                                                                |
| 2011年 | 28   | 27   | 19  | 179  | .156 | .307   | .413   |                                                                                |
| 2012年 | 30   | 20   | 17  | 158  | .190 | .316   | .424   |                                                                                |
| 2013年 | 27   | 28   | 17  | 211  | .128 | .261   | .341   |                                                                                |
| 2014年 | 7    | 6    | 7   | 57   | .123 | .228   | .351   |                                                                                |
| 2015年 | 118  | 91   | 59  | 639  | .185 | .327   | .419   | JRA賞（最多賞金獲得騎手） 優秀騎手賞 関西競馬記者クラブ賞 東京競馬記者クラブ賞 |
| 2016年 | 132  | 94   | 93  | 741  | .178 | .305   | .430   | 優秀騎手賞3位                                                                  |
| 2017年 | 171  | 103  | 79  | 665  | .257 | .412   | .531   | JRA賞（最高勝率騎手） 優秀騎手賞3位                                            |
| 2018年 | 153  | 116  | 84  | 640  | .239 | .420   | .552   | 優秀騎手賞3位                                                                  |
| 2019年 | 91   | 71   | 77  | 576  | .158 | .281   | .415   |                                                                                |
| 2020年 | 65   | 50   | 55  | 542  | .120 | .212   | .314   |                                                                                |
| 2021年 | 75   | 60   | 67  | 535  | .140 | .252   | .378   |                                                                                |
| 2022年 | 72   | 76   | 72  | 557  | .129 | .266   | .395   |                                                                                |
| 2023年 | 44   | 51   | 58  | 564  | .078 | .168   | .271   |                                                                                |
| 2024年 | 42   | 60   | 47  | 496  | .085 | .206   | .300   |                                                                                |
| 通算   | 1317 | 1068 | 923 | 8333 | .158 | .286   | .397   |                                                                                |

|            | 日付          | 競馬場・開催    | 競走名                     | 馬名             | 頭数 | 人気 | 着順 |
| ---------- | ------------- | --------------- | -------------------------- | ---------------- | ---- | ---- | ---- |
| 初騎乗     | 1999年12月4日 | 3回小倉3日目1R  | 3歳未勝利                  | コウユーラヴ     | 8頭  | 1    | 2着  |
| 初勝利     | 1999年12月4日 | 3回小倉3日目9R  | 姫島特別                   | スタジアムブルー | 14頭 | 10   | 1着  |
| 重賞初騎乗 | 1999年12月5日 | 3回小倉4日目11R | 東海ウインターS            | ノーザンウェー   | 12頭 | 5    | 5着  |
| 重賞初勝利 | 2001年2月4日  | 1回小倉4日目11R | 小倉大賞典                 | ミスズシャルダン | 16頭 | 2    | 1着  |
| GI初騎乗   | 2001年12月2日 | 5回阪神2日目11R | 阪神ジュベナイルフィリーズ | ヘルスウォール   | 18頭 | 5    | 8着  |
| GI初勝利   | 2003年4月20日 | 4回中山8日目11R | 皐月賞                     | ネオユニヴァース | 18頭 | 1    | 1着  |

## 著書
- ミルコ・デムーロ×クリストフ・ルメール　勝利の条件（KADOKAWA 2016年 ISBN 978-4046013941）